# Moneta subspinigera
Moneta subspinigera là một loài nhện trong họ Theridiidae.
Loài này thuộc chi Moneta. Moneta subspinigera được Chuandian Zhu miêu tả năm 1998.